# Orsolya Nagy
Orsolya Nagy (ur. 17 listopada 1977 w Budapeszcie) – węgierska szablistka, trzykrotna medalistka mistrzostw świata.
Podczas mistrzostw świata w Lizbonie w 2002 roku Węgierki w składzie: Edina Csaba, Orsolya Nagy, Annamaria Nagy i Gabriella Sznopek zdobyły srebrny medal w zawodach drużynowych. W tej samej konkurencji zdobyła też brązowy medal na mistrzostwach świata w Lipsku w 2005 roku. Ponadto zdobyła brązowy medal w turnieju indywidualnym mistrzostwach świata w Antalyi w 2009 roku.
Wystartowała na igrzyskach olimpijskich w Atenach w 2004 roku, zajmując 18. miejsce w turnieju indywidualnym. Brała też udział w igrzyskach olimpijskich w Pekinie w 2008 roku, gdzie indywidualnie zajęła 14. miejsce.
Zdobyła brąz w zawodach indywidualnych na mistrzostwach Europy w Koblencji w 2001 roku. Na rozgrywanych rok później mistrzostwach Europy w Moskwie była druga w zawodach drużynowych oraz trzecia indywidualnie. Ponadto wywalczyła indywidualnie brązowy medal na mistrzostwach Europy w Gandawie w 2007 roku.